# Warugunung (Karang Pilang)
Warugunung is een bestuurslaag in het regentschap Surabaya van de provincie Oost-Java, Indonesië. Warugunung telt 12.728 inwoners (volkstelling 2010).